# Цајл на Мајни
Цајл на Мајни (њем. Zeil am Main) град је у њемачкој савезној држави Баварска. Једно је од 26 општинских средишта округа Хасберге. Према процјени из 2010. у граду је живјело 5.726 становника. Посједује регионалну шифру (AGS) 9674221.

## Географски и демографски подаци
Цајл на Мајни се налази у савезној држави Баварска у округу Хасберге. Град се налази на надморској висини од 230 метара. Површина општине износи 35,7 km². У самом граду је, према процјени из 2010. године, живјело 5.726 становника. Просјечна густина становништва износи 160 становника/km².

## Међународна сарадња
| Мјесто | Држава | Врста сарадње | Од    |
| ------ | ------ | ------------- | ----- |
|        | Чешка  | контакт       | 1991. |
| Извор  |        |               |       |